# Nora (isola)
Norah (anche scritto Nora) è una delle poche isole abitate stabilmente dell'arcipelago delle Dahlac, nel Mar Rosso, in Eritrea. Per dimensioni è la seconda con una popolazione inferiore ai 400 abitanti.
I suoi fondali sono ricchi di vita ed il corallo si mantiene fino ai -30 metri. L'acqua però è spesso torbida per la grande presenza di plancton.
La popolazione vive di pesca (vongole) e del commercio di perle e madreperla.